# Ryōko Akamatsu
Ryōko Akamatsu (赤松良子) née à Osaka le 24 ou le 29 août 1929 et morte le 7 février 2024, est une fonctionnaire, ambassadrice, diplomate et femme politique japonaise.

## Biographie
Ryōko Akamatsu étudie le droit à l'université de Tokyo et au collège Tsuda. Après ses études, elle travaille au ministère du Travail.
Elle est ambassadrice du Japon en Uruguay et membre du Comité pour l’élimination des discriminations contre les femmes à l'ONU.
Elle est ministre de l'Éducation en 1993 et 1994, dans les cabinets Hata et Hosokawa,.
En 1999, elle fonde l'organisation « Win Win », qui a pour but d'aider financièrement les femmes qui souhaitent entrer en politique.
En 2012, elle fonde l'association « Q-no-kai », afin de promouvoir le concept de quotas de genre sur les listes électorales. Ses efforts contribuent au vote en 2018 de la loi sur la parité des genres sur les listes électorales.
Ryōko Akamatsu meurt le 7 février 2024 à l'âge de 94 ans.

## Loi pour l’égalité entre hommes et femmes au travail
Ryōko Akamatsu a joué un rôle fondamental dans la préparation de la loi pour l’égalité entre hommes et femmes au travail (en), votée en 1985,.

## Œuvre
- La littérature japonaise et la femme (1987)
- Autobiographie (Tokyo, 1997)